# آخر الرجال وأولهم (رواية)
آخر الرجال وأولهم: قصة عن المستقبل القريب والبعيد هي رواية خيال علمي تُصنف ضمن فئة "التاريخ المستقبلي"، كتبها المؤلف البريطاني أولاف ستابليدون في عام 1930. يُعتبر هذا العمل رائدًا في مجاله، حيث يستعرض تاريخ البشرية من الحاضر وحتى بعد ملياري سنة متناولًا ثمانية عشر نوعًا مختلفًا من البشر، مع كون نوعنا هو الأول بينهم. تعتمد الرواية على تقنية سردية مبتكرة، حيث يُشعر الروائي وكأنه يتلقى نصًا مُلهمًا من آخر نوع من الأنواع البشرية.